# Torpedobaad Nr. 1-3
Torpedobaad Nr. 1-3 er betegnelsen for tre dampchalupper, der regnes blandt de første danske torpedobåde. Den første blev bygget hos Thornycroft i 1874-1875 og de næste to hos Samuel White, England i 1878. De fik navnene Dampchalup Nr. 5, 10 og 11 og blev udrustet med slæbetorpedoer (Nr. 5.) og stangtorpedoer. I 1879 skiftede de navn til Torpedobaad Nr. 1, 2 og 3, og i 1880 fik de rammeapparater til Whitehead torpedoer. De var for små og langsomme til at have militær betydning.

## Torpedobaad Nr. 1
I flådens tal 1875-1894. 1875: Dampchalup Nr. 5, 1879:Torpedobaad Nr. 1, 1889: Patrouillebaad Nr. 1.

## Torpedobaad Nr. 2 og 3
Skibsdata:
- Længde: 14,6 m
- Bredde: 2,8 m
- Dybgang: 1,2 m
- Deplacement: 14 tons
- Fart: 10,5 knob
- Besætning: 8

Armering:
- Artilleri: 1 stk revolverkanon fra 1887. 1 stk 37 mm fra 1889
- Torpedoapparater: 2 stk 35 cm (Rammeapparater) fra 1880 til 1889. Øvrig periode: Stangtorpedoer.

Tjeneste:
- Torpedobåd Nr. 2. Bygget som Dampchalup Nr. 10 i 1878. Blev i 1880 udstyret med to torpedoapparater og 1879 omdøbt til Torpedobåd Nr. 2. Skiftede i 1882 navn til Torpedobaad af 2. kl. Nr. 2. Blev 1887 indrettet til brug for marineministeren. Omdøbt igen 1889 til Patrouillebaad Nr.2. I 1902 ombygget til brug for kongehuset (Kongens Dampbarkas). Udgået i 1932.
- Torpedobåd Nr. 3. Bygget som Dampchalup Nr. 11 i 1879. Blev i 1880 udstyret med to torpedoapparater og 1879 omdøbt til Torpedobåd Nr. 3. Skiftede i 1889 navn til Patrouillebaad Nr. 3. Udgået i 1904.

## Ekstern henvisning
- Torpedobaad Nr. 1 i "Den sorte Registrant" Kartotekskort scannet af Orlogsmuseet, bevaret på archive.org
- Torpedobaad Nr. 2 i "Den sorte Registrant" Kartotekskort scannet af Orlogsmuseet, bevaret på archive.org
- Torpedobaad Nr. 3 i "Den sorte Registrant" Kartotekskort scannet af Orlogsmuseet, bevaret på archive.org